# Dreieinigkeitskirche (Winkelhaid)

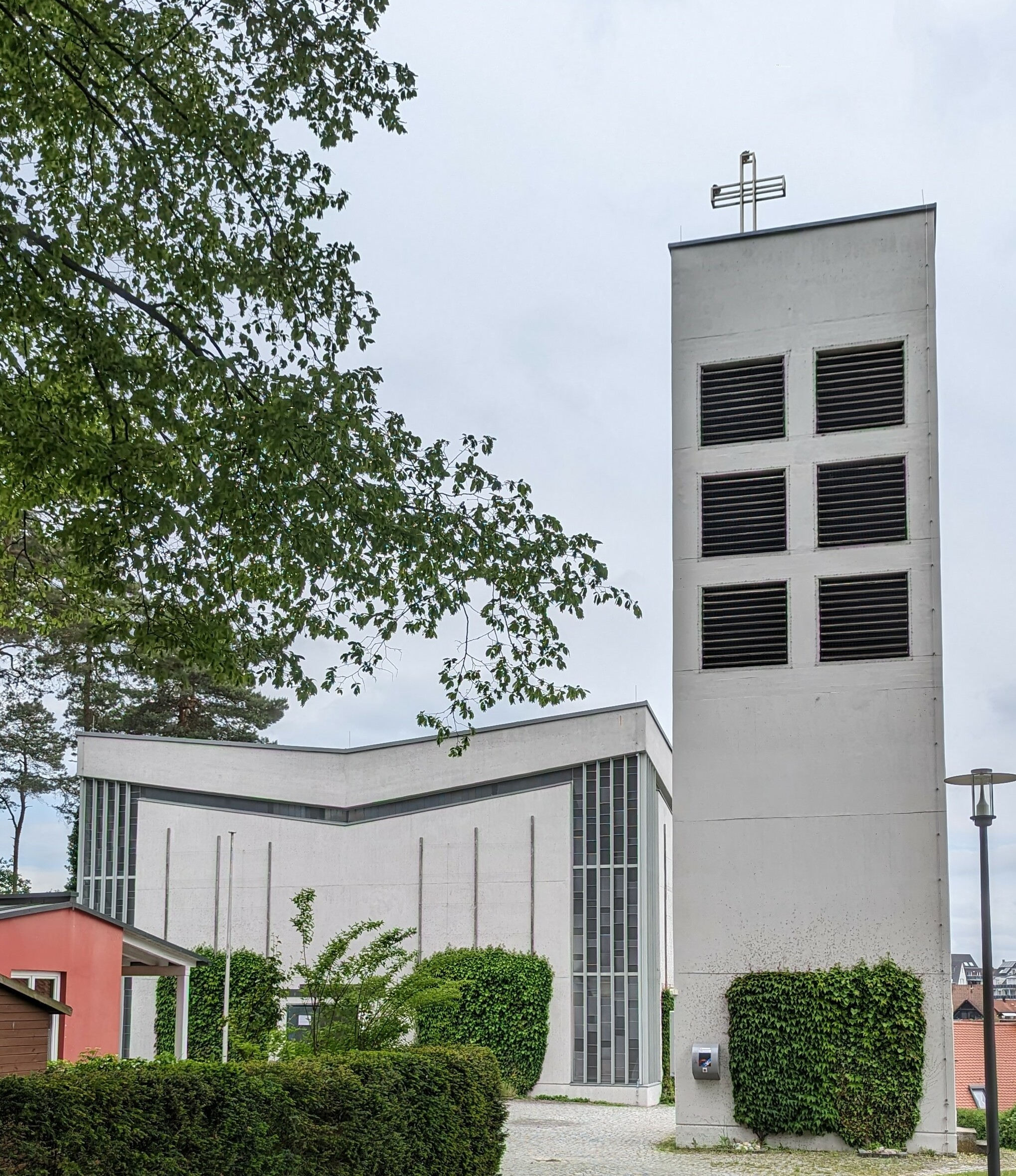
Dreieinigkeitskirche Winkelhaid

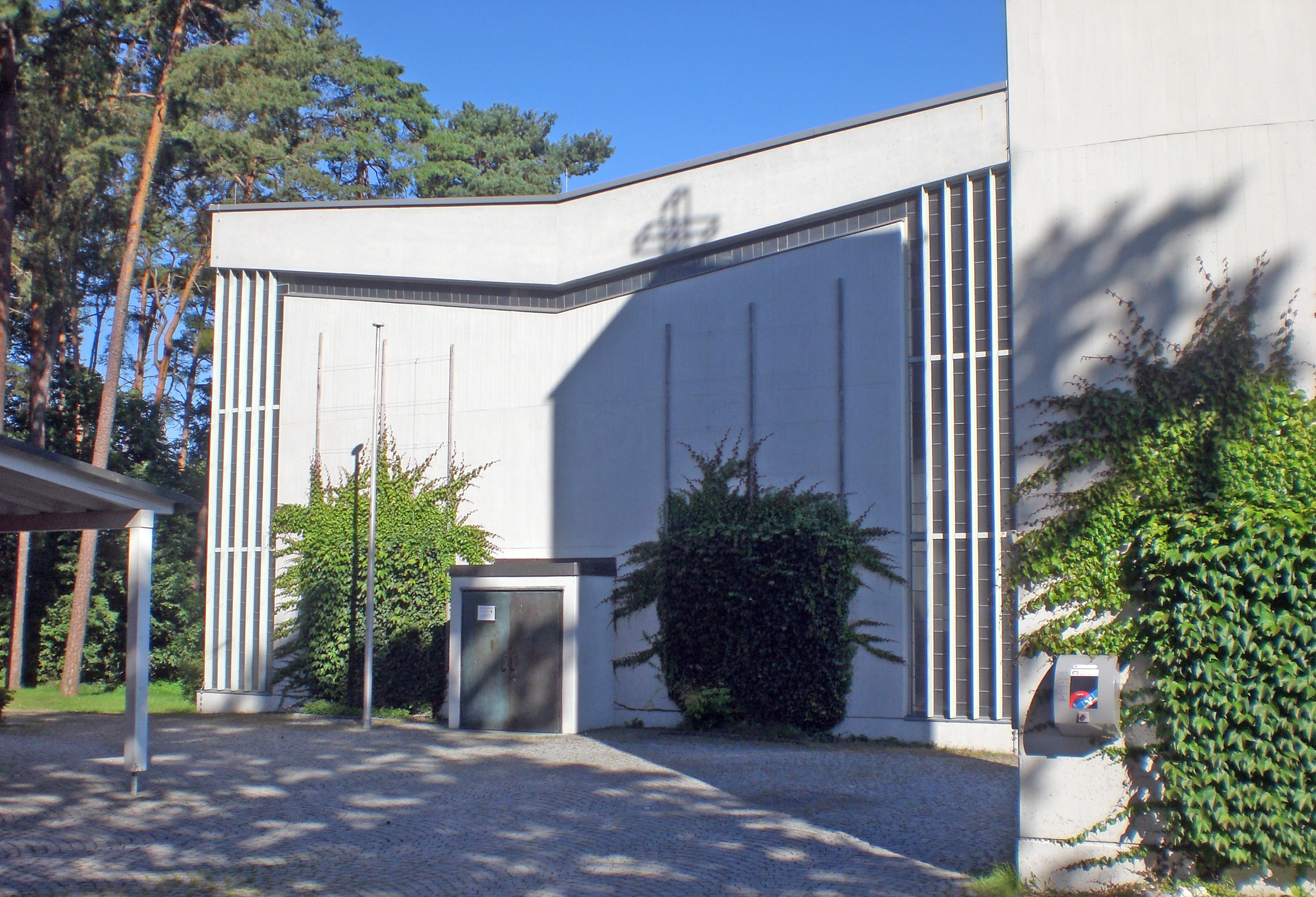
Eingangsbereich

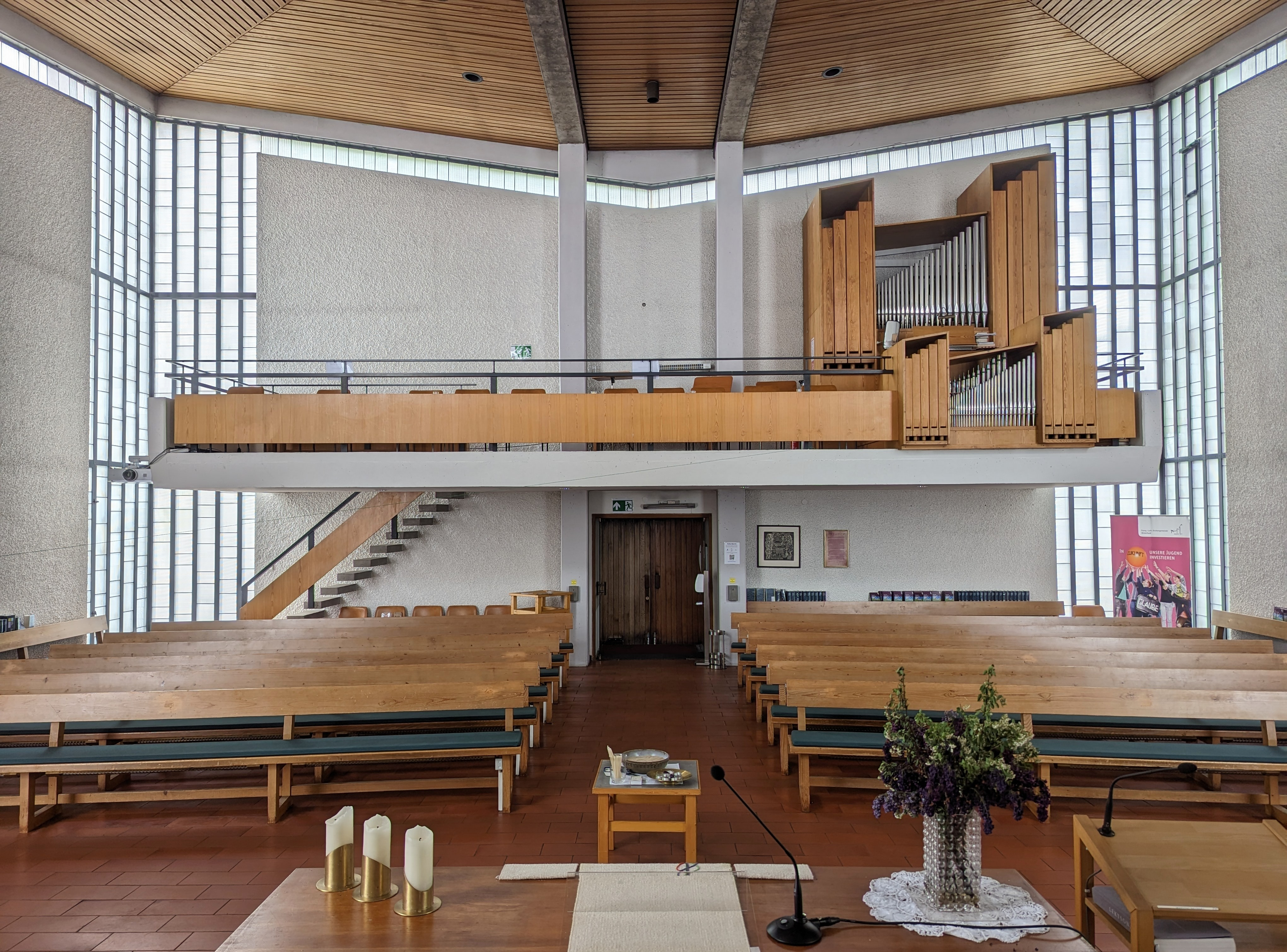
Innenraum mit Orgel (2023)

Die Dreieinigkeitskirche ist eine evangelische Kirche in der mittelfränkischen Gemeinde Winkelhaid.

## Geschichte
Die Kirchengemeinde Winkelhaid gehört zum Evangelisch-Lutherischen Dekanat Altdorf und umfasst gut 1900 Gemeindeglieder. Zu ihr gehört auch die im Nachbarortsteil Penzenhofen gelegene Johanniskirche. 1932 bekam Winkelhaid einen eigenen Waldfriedhof. Die Dreieinigkeitskirche wurde 1967 dort in der Nähe eingeweiht. Der Bau war aus Platzgründen für die wachsende Gemeinde erforderlich. 1967 wurde auch ein eigenes Pfarrhaus gebaut.
Die modern wirkende Kirche hat einen freistehenden Uhren/Glockenturm.

## Orgel
Die Orgel mit 12 Registern auf zwei Manualen und Pedal wurde 1977 von Günter Schwan erbaut. Die Disposition lautet:
| I Rückpositiv C–g3 |    |
| Rohrflöte          | 8′ |
| Metallgedackt      | 4′ |
| Principal          | 2′ |
| Sifflöte           | 1′ |
| Sesquialtera II    |    |
| Tremulant          |    |

| II Hauptwerk C–g3 |       |
| Gedeckt           | 8′    |
| Oktave            | 4′    |
| Schwiegel         | 2′    |
| Mixtur III–IV     | 1 ⁄3′ |

| Pedal C–f1 |     |
| Subbass    | 16′ |
| Gemshorn   | 8′  |
| Nachthorn  | 4′  |

- Bemerkungen: Schleiflade, mechanische Spiel- und Registertraktur
- Koppeln: II/I, I/P, II/P